# Otacílio Luziano Da Silva
Otacílio Luziano Da Silva (* 31. Oktober 1954 in Maracaí, São Paulo, Brasilien) ist ein brasilianischer Geistlicher und emeritierter römisch-katholischer Bischof von Catanduva.

## Leben
Otacílio Luziano Da Silva empfing am 6. Dezember 1987 die Priesterweihe.
Papst Benedikt XVI. ernannte ihn am 21. Oktober 2009 zum Bischof von Catanduva. Der Erzbischof von Botucatu, Maurício Grotto de Camargo, spendete ihm am 30. Dezember desselben Jahres die Bischofsweihe; Mitkonsekratoren waren Antônio de Souza CSS, Altbischof von Assis, und José Benedito Simão, Bischof von Assis. Die Amtseinführung im Bistum Catanduva fand am 17. Januar des nächsten Jahres statt.
Papst Franziskus nahm am 10. Oktober 2018 seinen vorzeitigen Rücktritt an.